# Coccophagus robustus
Coccophagus robustus är en stekelart som beskrevs av Compere 1931. Coccophagus robustus ingår i släktet Coccophagus och familjen växtlussteklar. Inga underarter finns listade i Catalogue of Life.